# Galeria de Santana
A Galeria de Santana é uma das galerias de distribuição pela cidade de Lisboa da água proveniente do Aqueduto das Águas Livres.
A Galeria de Santana sai do Arco do Carvalhão para leste, 924 m a montante da Mãe d'Água das Amoreiras. Tem 4162 m de comprimento.
Chafarizes:
- Chafariz de São Sebastião da Pedreira (1791)
- Chafariz de Entrecampos (1851)
- Chafariz da Cruz do Tabuado (1794, desmontado)
- Chafariz do Campo de Santana (1795, desmontado)
- Chafariz do Intendente (1823)